# ستالين نظرة أخرى (كتاب)
ستالين نظرة أخرى كتاب للمؤلف الشيوعي البلجيكي لودو مارتينز. لا يقدّم هذا الكتاب سيرة لستالين، بل يرمي إلى التصدي للهجمات الموجهة ضد ستالين، مثل (وصية لينين)التأميم المفروض، البيروقراطية الخانقة، إبادة الحرس البلشفي القديم، التطهيرات الكبرى، التصنيع القسري، التواطؤ بين ستالين وهتلر وتقصير ستالين أثناء الحرب العظمى، وغير ذلك. وقد التزم المؤلف توضيح بعض الحقائق المهمة عن ستالين والكتاب بشكل عام هو تدقيق في المعطيات الأولية لكل الانتقادات المطروحة. ترجم الكتاب إلى اللغة العربية حسن عودة.

## وصلات خارجية
لقراءة نسخة مجزئة عن كتاب ستالين نظرة اخرى